# Estación de Plaza Europa
La estación de Plaza Europa será una futura estación de ferrocarril en la ciudad asturiana de Gijón (España). Es la segunda estación del proyecto del Metrotrén, estando entre la Estación Intermodal de Gijón y la Estación de El Bibio. No fue incluida en el planteamiento inicial del metrotrén (empezado a construir en 2003), pero se proyectaría en mitad del transcurso de las obras, en 2005.Nunca fue construida, aunque si el túnel que la atravesaría. Contará con un importante intercambiador de pasajeros, lo que la convertirá en una estación fundamental para el transporte regional y local. Actualmente, se encuentra en los albores de sus obras.

## Ubicación
Está ubicada en el barrio de El Centro, bajo la Plaza de Europa y el inicio de la avenida de la Costa. Se dispone en la parte oeste de la plaza, entre la Casa Rosada, los jardines de la propia plaza y el Museo Nicanor Piñole. 

## Historia

### Previos (2000-2005)
En el año 2000 se presenta el proyecto del Metrotrén, que incluía demoler los servicios ferroviarios de la ciudad para soterrarlos y expandirlos hasta Bernueces primeramente y hasta el Hospital de Cabueñes finalmente. Esto permitía construir estaciones por gran parte del casco urbano.
Las obras del túnel se hicieron entre el año 2003 y 2006, construyéndose sólo dos estaciones (El Bibio y Bernueces). La estación por excelencia de cercanías de la ciudad había sido la de El Humedal, muy próxima a la Plaza Europa. Dicha estación sería demolida y se construiría una terminal subterránea en ese mismo lugar. Por lo tanto, la estación de Plaza Europa no se había concebido inicialmente y, además, el trazado ferroviario no se había siquiera proyectado bajo la plaza y se planeaba otra estación bajo la avenida de Pablo Iglesias para abastecer mejor a El Centro.

### Primer estudio y bloqueo (2005-2019)
Sin embargo, en 2005 se detienen las obras del metrotrén y se decide construir la Estación Intermodal en Moreda, alejándola de El Centro, descartando el proyecto de una terminal subterránea en El Humedal y modificando el trazado ferroviario por debajo de la avenida de la Costa y Plaza Europa. Debido a este repentino cambio no da tiempo a proyectar una nueva estación en El Centro para compensar la desaparición de la estación de El Humedal, por lo que el túnel del metrotrén se finaliza en 2006 sin construir la estructura de la estación. El Bibio y Bernueces por su parte sí se construyeron.
En julio de 2005 se publica el primer estudio informativo de la estación. Se trataba de un gran complejo subterráneo bajo la avenida de la Costa, en el entronque con las avenidas Constitución y Schulz. La estación incluía dos andenes de Cercanías a 21,6 metros de profundidad. Entre la estación en sí y la superficie se habilitarían 4 plantas subterráneas destinadas a aparcamiento. El Ayuntamiento de Gijón pidió que la planta más cercana a la superficie contara con 12 dársenas para autobuses. De este modo se crearía una estación con intercambiador subterráneo.Dicho estudio informativo nunca se materializó.
La clausura en 2011 de la estación de El Humedal sería compensada con esta nueva estación que acercaría a los residentes del área metropolitana de Asturias al centro de Gijón. El descenso de número de pasajeros en la estación provisional de Sanz-Crespo, fue reflejo de la necesidad de una nueva estación en la zona central de la ciudad.
Tras la paralización del denominado Plan de Vías (Proyecto que incluía las demoliciones, nuevas estaciones, Metrotrén, etc.), la ubicación de la estación de Plaza Europa varió según iba cambiando la ubicación de la Nueva Estación Intermodal: Se barajaban tres opciones, dos en Plaza Europa y otra al sur del Paseo de Begoña, decantándose finalmente por la opción más occidental de Plaza Europa. Todas las opciones no requerían construir el túnel puesto que estaba finalizado desde 2006.

### Segundo estudio y actualidad (desde 2019)
En 2019 se encarga un nuevo estudio informativo para sustituir al elaborado en 2005. El proyecto recogía comparar las 3 alternativas dichas anteriormente. Sin embargo, en septiembre de 2020 la elaboración del estudio se suspende a la espera de conocer donde se ubicará la Estación Intermodal y así centrar su objeto de estudio en una sola opción y no en tres. En 2022 se aclara que la Estación Intermodal se situará en Moreda, por lo que la estación de Plaza Europa vio desbloqueado su proyecto y se retoma el estudio informativo. Ese mismo año comienza una toma de catas del subsuelo en la parte occidental de la plaza.

## Descripción
Se tratará de unas estación subterránea, de 120 metros de longitud y que contará con un único acceso entre el estanque de los jardines y el Centro de Salud de Puerta de la Villa. Costará unos 30 millones de euros y como mínimo tardará 37 meses en construirse.
En las proximidades, en la llamada Acerona, se construirá un intercambiador de autobuses urbanos especialmente destinado a la gran variedad de líneas de Emtusa que circulan por la zona. Ambas infraestructuras ayudarán a nuclearizar el transporte gijonés.

## Servicios
El proyecto del Metrotren no deja de ser un alargamiento de la línea 1 de Cercanías Asturias por el casco urbano de la ciudad, siendo la única línea de ferrocarril de la estación.
| << cabecera | línea | estación > | cabecera >>          |
| ----------- | ----- | ---------- | -------------------- |
| Intermodal  |       | El Bibio   | Hospital de Cabueñes |